# Palacio de Deportes José María Martín Carpena
O Palacio de Deportes José María Martín Carpena é um recinto coberto localizado em Málaga, Espanha. A capacidade de assentos da arena varia entre 10,000 e 11.300, dependendo da configuração de eventos.

## História
A Arena Martín Carpena inaugurado em 1999 tem sido ao longo do tempo a casa para uma da das maiores equipes de basquete da Espanha, Unicaja Málaga, da Liga ACB.
A arena originalmente tinha uma capacidade de 9,743 espectadores e uma área de 22.000 metros quadrados. Em 2007, um projeto foi proposto para expandir a capacidade do local para 17.000 espectadores, devido à grande procura de lugares e ingressos por fãs do Unicaja Málaga. Em última análise, o projeto de expansão foi aprovado, mas para uma nova capacidade de 13.000 espectadores, ao invés do que o originalmente planejado de 17.000. O projeto de expansão foi, em seguida, prevista para ser concluída em fases separadas. A primeira fase de expansão, que foi concluído em 2010, aumentou a capacidade de 9,743 para a 11.300. A próxima fase de expansão vai aumentar para 13.000.